# Atletismo nos Jogos Pan-Americanos de 2019 - 10000 m feminino
A competição dos 10000 m rasos feminino foi um dos eventos do atletismo nos Jogos Pan-Americanos de 2019, em Lima, no Peru. A prova foi realizada no dia 6 de agosto.

## Calendário
Horário local (UTC-5).
| Data        | Horário | Fase  |
| ----------- | ------- | ----- |
| 6 de agosto | 17:25   | Final |

## Medalhistas
| Ouro   | CAN Natasha Wodak |
| Prata  | MEX Risper Biyaki |
| Bronze | CAN Rachel Cliff  |

## Recordes
Recordes mundial e pan-americano antes da disputa dos Jogos Pan-Americanos de 2019.
| Tipo                             | Atleta        | Tempo    | Local          | Data                 |
| -------------------------------- | ------------- | -------- | -------------- | -------------------- |
|                                  | Almaz Ayana   | 29:17.45 | Rio de janeiro | 12 de agosto de 2016 |
| Recorde dos Jogos Pan-Americanos | Brenda Flores | 32:41.33 | Toronto        | 23 de julho de 2015  |

Os seguintes novos recordes foram estabelecidos durante esta competição. 
| Data        | Prova | Atleta        | Nacionalidade | Tempo    | Recordes                         |
| ----------- | ----- | ------------- | ------------- | -------- | -------------------------------- |
| 6 de agosto | final | Natasha Wodak | Canadá        | 31:55.17 | Recorde dos Jogos Pan-Americanos |

## Resultados

### Final
Os resultados foram os seguintes:  
| Colocação         | Atleta              | Nacionalidade         | Tempo    | Notas                            |
| ----------------- | ------------------- | --------------------- | -------- | -------------------------------- |
| Medalha de ouro   | Natasha Wodak       | CAN Canadá            | 31:55.17 | Recorde dos Jogos Pan-Americanos |
| Medalha de prata  | Risper Biyaki       | MEX México            | 31:59.00 | Recorde pessoal                  |
| Medalha de bronze | Rachel Cliff        | CAN Canadá            | 32:13.34 |                                  |
| 4                 | Elaina Tabb         | USA Estados Unidos    | 32:24.37 |                                  |
| 5                 | Carolina Tabares    | COL Colômbia          | 32:25.19 |                                  |
| 6                 | Sarah Pagano        | USA Estados Unidos    | 32:48.04 |                                  |
| 7                 | Lizaida Valdivia    | PER Peru              | 33:14.12 | Recorde pessoal                  |
| 8                 | Ursula Sanchez      | MEX México            | 33:22.30 |                                  |
| 9                 | Tatiele de Carvalho | BRA Brasil            | 33:57.62 |                                  |
| 10                | Tonya Nero          | TTO Trinidad e Tobago | 34:15.36 |                                  |
| 11                | Diana Landi         | ECU Equador           | 34:33.49 | Recorde pessoal                  |
| 12                | Gladys Machacuay    | PER Peru              | 34:48.69 |                                  |
| 13                | Dailín Belmonte     | CUB Cuba              | 35:01.01 | Recorde da temporada             |

Legenda
| Recorde mundial                  | Recorde mundial (World record)               |                       | Recorde africano                      | Recorde africano (African) |                                           | Q | Classificado por posição (Qualified) |
| Recorde dos Jogos Pan-Americanos | Recorde pan-americano (Pan-American record)  | Recorde da América    | Recorde da América (Americas)         | q                          | Classificado por melhor tempo (Qualified) |   |                                      |
| Melhor marca do ano              | Melhor marca do ano (World leading)          | Recorde asiático      | Recorde asiático (Asian)              | DNS                        | Não largou (Did not start)                |   |                                      |
| Recorde nacional                 | Recorde nacional (National record)           | Recorde europeu       | Recorde europeu (European)            | DNF                        | Não terminou (Did not finish)             |   |                                      |
| Recorde pessoal                  | Recorde pessoal do atleta (Personal best)    | Recorde da Oceania    | Recorde da Oceania (Oceania)          | DSQ / DQ                   | Desclassificado (Disqualified)            |   |                                      |
| Recorde da temporada             | Recorde da temporada do atleta (Season best) | Recorde sul-americano | Recorde sul-americano (South America) | NM                         | Sem marca (No mark)                       |   |                                      |